# Bobby Coffman
Bobby Coffman (* 17. Februar 1951) ist ein ehemaliger US-amerikanischer Zehnkämpfer.
1979 siegte er bei den Panamerikanischen Spielen in San Juan.
1980 verhinderte der US-Boykott eine Teilnahme an den Olympischen Spielen in Moskau. Er gewann beim ersatzweise abgehaltenen Liberty Bell Classic.
1979 und 1980 wurde er US-Meister.
Seine persönliche Bestleistung von 8248 Punkten (8274 Punkte in der alten Wertung) stellte er am 12. August 1979 in Québec auf.